# Eugène Baboulène
Eugène Baboulène, né Eugène Louis Baboulène le 18 août 1905 à Toulon, où il est mort le 15 juillet 1994, est un peintre et lithographe figuratif français.

## Biographie

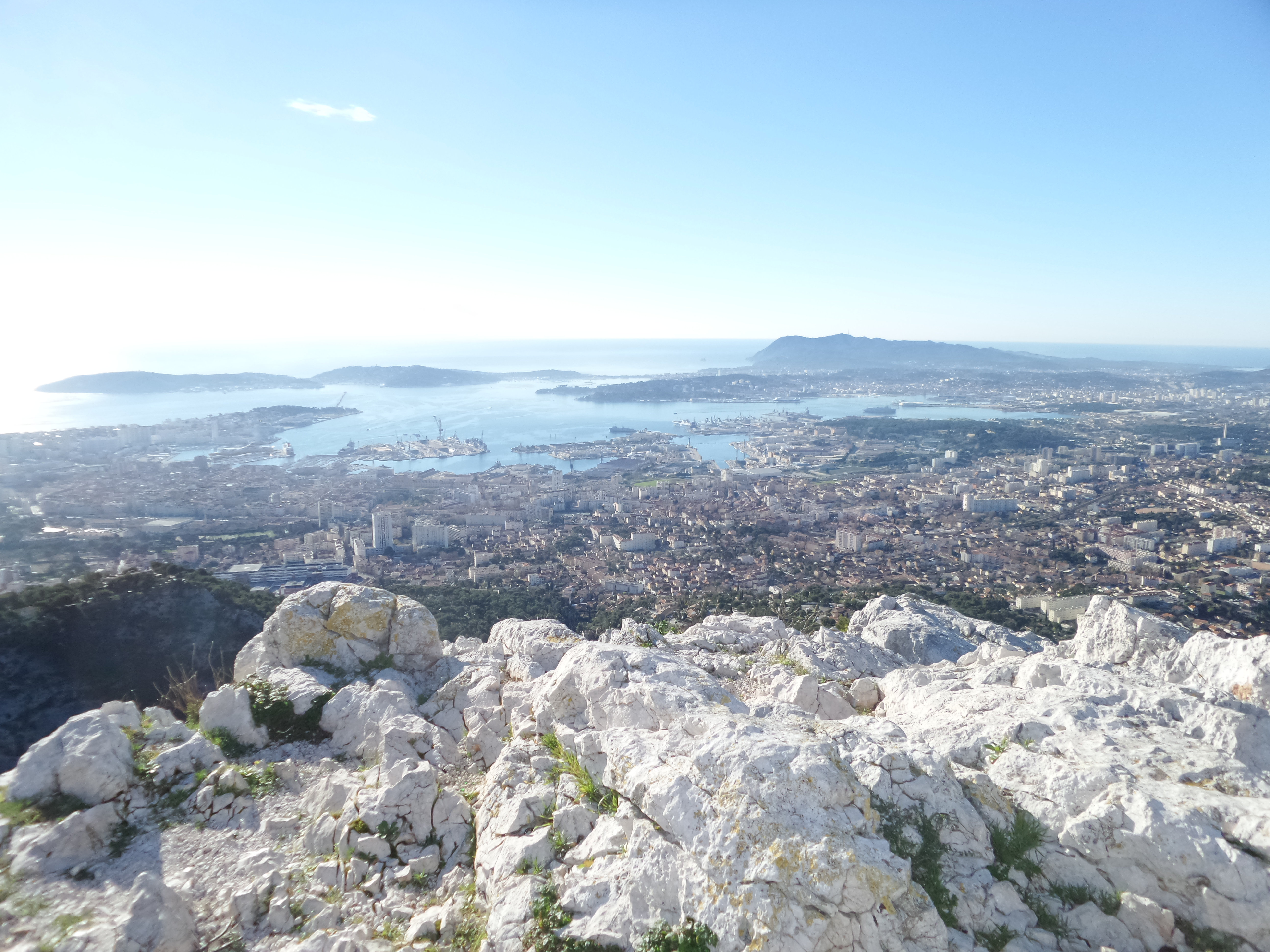
Toulon

Eugène Baboulène est le fils de Jean Baboulène originaire de Tréjouls en Tarn-et-Garonne et de Suzanne Philip originaire du hameau de Prats-Bas, commune de Château-Ville-Vieille, Hautes-Alpes. Il est né dans une maison située place du Pavé d'Amour près du cours Lafayette à Toulon.
Après l'École des beaux-arts de Toulon qu'il fréquente entre 12 et 19 ans et où ses premiers maîtres sont Edmond Barbaroux et Laurent Mattio, il suit à Paris les cours de Pierre Laurent à l'École nationale supérieure des beaux-arts, tout en s'inscrivant à l'École nationale supérieure des arts décoratifs. Les peintres qu'il admire alors sont Pierre Bonnard, Édouard Vuillard, Vincent Van Gogh et Camille Corot. Pour subvenir à ses besoins quotidiens, il travaille comme retoucheur de nuit au journal L'Intransigeant.
Malgré les rencontres d'André Derain, Albert Marquet, Moïse Kisling et Othon Friesz « qui tous l'encouragent chaleureusement », il ne s'accoutume pas à la vie parisienne : il revient à Toulon en 1931 et vit de son travail de décorateur qu'il exerce aussi bien dans les maisons closes les plus célèbres de Toulon qu'au théâtre de la ville. Il est nommé professeur de décoration à l'École des beaux-arts de Toulon en 1936. Il peint également, mais sans succès commercial. En 1946, ses rencontres avec les grands peintres catalans Antoni Clavé et Antoni Tàpies vont être déterminantes. Il suit leur conseil de délaisser la décoration pour se consacrer uniquement à la peinture, évoquant lui-même : « quand j'ai commencé à peindre, j'essayais de rendre systématiquement ce que je voyais. Je suis monté à Paris où j'ai rencontré Clavé. Lui, au moins, ne s'embarrassait pas de détails dans sa peinture et j'ai alors compris qu'on pouvait suggérer l'essentiel d'un paysage ou la nudité d'un corps de femme par quelques taches. Seulement voilà, il faut choisir les taches ».
À partir de 1950, il est présent dans toutes les manifestations artistiques importantes. De nombreuses expositions lui sont consacrées, tant en France (Paris, Nice, Rouen, Nantes, Strasbourg, Le Havre, Bordeaux, Lyon) qu'à l'étranger (Malmö, Londres, Oran, Genève, New York, Berlin, Tokyo, Madrid).
Qualifié de peintre « le plus songeur des figuratifs », cet artiste est considéré comme un des meilleurs peintres de l’École provençale contemporaine. Il affectionne plus particulièrement les marines et les paysages provençaux, les ambiances simples et chaleureuses, qu'il peint avec finesse dans des harmonies de couleurs aux tons pastels.

## Expositions

### Expositions personnelles

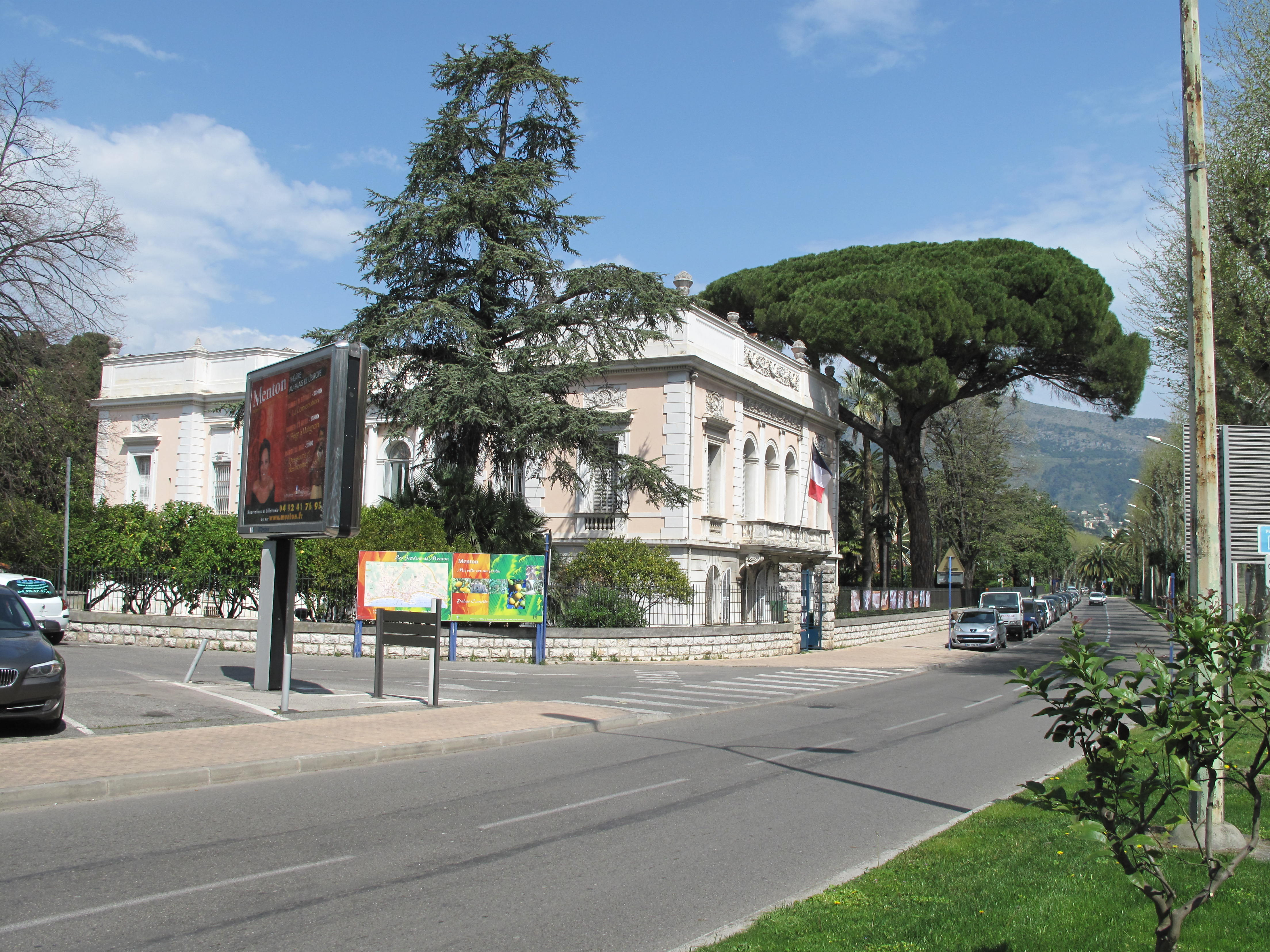
Palais Carnolès, Menton

- Galerie Romanet, Paris, 1958, 1962, 1964.
- Galerie Ganzoni, Genève, 1960.
- Galerie Gattlen, Lausanne, 1963.
- Galerie Vercel, New York, 1964.
- Galerie Philippe Ducastel, Avignon, octobre-novembre 1969.
- Galerie Tamenaga, Paris, 1976, octobre 1980.
- Musée Paul-Valéry, Sète, juillet septembre 1981.
- Château de Val, Lanobre, été 1983[10].
- Hôtel de ville de La Seyne-sur-Mer, 1986.
- Galerie Dutilleul, Albi, juillet 1991.
- Galerie 26, Paris, 1992.
- Eugène Baboulène - Rétrospective, palais Carnolès, Menton, 1998.
- Eugène Baboulène - Rétrospective 1923-1994, villa Tamaris, La Seyne-sur-Mer, décembre 2000 - janvier 2001.
- Galerie Estades, Lyon, 2008.
- Galerie Estades, Toulon, novembre-décembre 2014[11].
- Hommage à Eugène Baboulène, Musée de Saint-Maur-des-Fossés, février-mars 2016.
- Galerie Rancilio et domaine de l'Ermitage, Saint-Mandrier, juin-août 2018[12],[13].
- Galerie Estades, Toulon, novembre 2018 - janvier 2019[14].
- Galerie Estades, Lyon, septembre-octobre 2019[15].

### Expositions collectives
- Salon d'automne, Paris, 1942, 1943, 1949, 1950, 1951, 1952, 1953, 1954, 1955, 1957, 1958, 1959, 1960, 1961, 1962, 1963, 1965, 1967, 1969, 1970, 1971, 1972, 1973, 1976, 1978, 1980, 1981, 1982, 1983, 1984, 1985, 1986, 1987, 1989[3].
- Salon des indépendants, Paris, à partie de 1950.
- Salon des Tuileries, Paris, de 1952 à 1961.
- Biennale de Menton, 1953, 1955, 1957, 1964.
- Salon des peintres témoins de leur temps, Paris, de 1954 à 1958.
- Galerie Tooth, Londres, 1954, 1955, 1958, 1959.
- Salon Comparaisons, Paris, de 1955 à 1964.
- La fleur coupée, Galerie Romanet, Paris, 1956.
- Galerie Seventy Five, New York, 1956.
- Paysages de France, Musée des Beaux-Arts de Rouen, 1958.
- Dix ans de jeune peinture méditerranéenne, Palais de la Méditerranée, Nice, mars-avril 1960.
- Eugène Baboulène, Robert Humblot, Jacques Truphémus, Jacques Yankel, Musée d'Art et d'Archéologie de Valence, 1961.
- Première exposition internationale des arts de Téhéran, Centre des expositions internationales, Téhéran, décembre 1974 - janvier 1975[16].
- De Bonnard à Baselitz, dix ans d'enrichissements du Cabinet des estampes, 1978-1988, Bibliothèque nationale de France, Paris, 1992[17].
- Monsieur Surleau et le Cyclope, Musée du Château des ducs de Wurtemberg, Montbéliard, avril-septembre 2013[18].
- Salon d'art de l'Académie du Var, maison communale Gérard-Philipe, Toulon, mars 2018[19].
- De la table au tableau, Musée Regards de Provence, Marseille, 2019[20].

## Reconnaissance

### Prix et distinctions
- Prix Ève, 1950.
- Prix Othon-Friesz, 1952.
- Prix Esso, 1955.
- Grand Prix de la IVe Biennale de Menton (ex-æquo avec Robert Savary), 1957[21].
- Élu membre de l'Académie du Var en 1980[1].

### Hommages
- Charles de Richter a dédié à Eugène Baboulène le conte « La mare au miroir » dans son livre Les nouveaux contes de Magali, Éditions Ophrys, 1957[22].
- Une place et une maison de Toulon, une voie des communes de La Londe-les-Maures et du Revest-les-Eaux, une salle du château de Solliès-Pont portent le nom d'Eugène-Baboulène.

### Réception critique et témoignages
- « Devant à la nature une vision sentimentale qui ne peut être que la sienne, Baboulène nous en fera les spectateurs ravis par la musicalité de ces couleurs harmonisées entre elles et dont les rencontres, les chocs, les alliances, les alliages et les oppositions favorables nous mettent en présence d'une authentique construction. » - André Salmon[7]
- « Sa rencontre avec le peintre catalan Antoni Clavé donne à son œuvre un nouveau souffle, celui de la pleine couleur qui ravit les sens et remplit le cœur. Sa manière, moins lisible que celle de ses débuts, donne aux choses qu'il peint une vie intérieure intense, toute en douceur et en sensualité. Le regard qu'il porte sur la nature et sur le monde qui lui est familier est celui d'un éternel amoureux de la vie, de la Provence et de la peinture. » - Patrick-F. Barrer[3]
- « Des toiles aux vibrations chaleureuses en communion avec la nature, avec la matière, avec les choses. Des harmonies tendres et fondues rappelant Bonnard, dans le style large qui trahit la formation de l'artiste : décorateur de -théâtre. Baboulène ne s'est consacré à la peinture de chevalet que vers la quarantaine. » - Gérald Schurr[23]
- « Il travaillait à Toulon, au-dessus du cours Lafayette, dans une pièce obscure tout juste éclairée par des volets mi-clos d'où parvenait la rumeur du marché, mélange de cris, de rires et de bavardages, d'odeurs fortes de poissons frits, de merguez et d'épices. Au fond de l'atelier, ses tableaux irradiaient une mystérieuse lumière grâce à des gris subtils qu'animait un bleu imprévu, surgi de simples taches négligemment lâchées par son pinceau. "Boule" sait comme personne traduire l'ambiance provençale. Baboulène, c'est notre Corot à nous. » - Dany Lartigue[5]

## Élèves
- Marie-Marguerite Petetin.

## Collections publiques

### France
- Musée Calvet, Avignon.
- Musée Regards de Provence, Marseille.
- Musée des Beaux-Arts du Palais Carnolès, Menton.
- Département des estampes et de la photographie de la Bibliothèque nationale de France[17].
- Musée d'art moderne de la ville de Paris, Madrague, lithographie[24].
- Musée des Beaux-Arts Denys-Puech, Rodez.
- Domaine de l'Ermitage, Saint-Mandrier, La fête des pêcheurs, tapisserie[12].
- Musée Paul Valéry, Sète.
- La vieille cour, huile sur toile, 89 × 115 cm, musée d'art de Toulon.
- Musée d'art moderne de Troyes.

### États-Unis
- National Academy of Arts, Champaign.
- Université Colgate, Hamilton (New York).
- University of Pennsylvania Law School (en), Philadelphie.
- Wilmington College (en), Wilmington (Ohio).

### Suisse

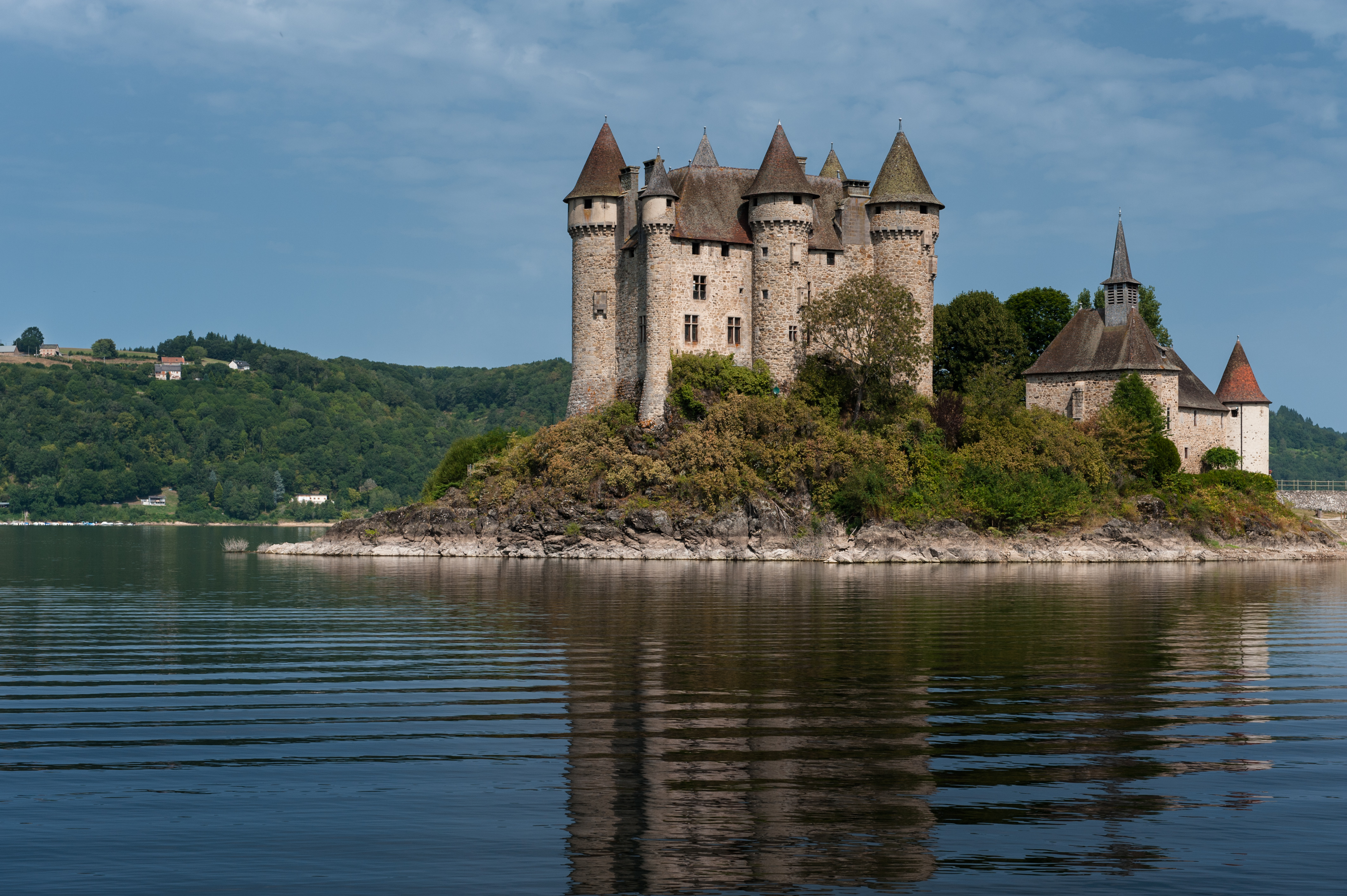
Château de Val, Lanobre

- Musée d'art de Pully (Suisse).

## Collections privées
- Robert et Manette Martin, boulevard Raspail, Paris[25].
- Château de Val, Lanobre, Le château de Val[10].

## Contributions bibliophiliques
- D.-E. Marsh (traduit de l'anglais par Charles de Richter), Le pirate de l'air, illustrations d'Eugène Baboulène, Noivin et Cie, Paris, 1938.
- Léon Vérane, Poèmes, choix de seize poèmes calligraphiés et accompagnés de seize lithographies d'Eugène Baboulène, Henri Bertrand-Arnoux, Gabriel Cotel, Paul-M. David, Pierre-Henri Dumas, Louis Férec, Albert Janin, Laurent Mattio, Jean-Gérard Mattio, Victor Nicolas, Georges Obled, Henri Olive Tamari, Georges Palmieri, Henri Pertus, Léon Sabatier, Salvado. Préface de Joseph Paoli. Presse lithographique de l’École des Beaux-Arts de Toulon, 1957.
- Pierre Trofimoff, Le Revest-les-Eaux, Tourris, Val d'Ardenne, illustrations d'Eugène Baboulène, Imprimerie P. Croset, Marseille, 1963.
- Rose Castel-Verdino, À l'ombre du vieux jas, poèmes enrichis de dessins d'Eugène Baboulène, édité par l'auteur, 1979.
- Bernard Jourdan, Élégies de Grèce, illustrations d'Eugène Baboulène, L'Arbre, 1983.
- Claude Garcia-Forner, Rayon bleu, 81 poèmes illustrés par Eugène Baboulène, Pierre Cayol, Hervé Di Rosa et Pierre François, éditions Sauramps, Montpellier, 2004.